# Flughafen Hargeisa

i8
i11
i13
Der Flughafen Hargeisa (offiziell Egal International Airport, englisch Hargeisa International Airport, IATA-Code: HGA, ICAO-Code: HCMH) ist der internationale Flughafen von Hargeisa, der Hauptstadt des international nicht anerkannten Somaliland.
Er hat seit 2013 eine 3700 m lange Start- und Landebahn mit einer 500 m langen Notfallverlängerung aus Schotter. Er liegt auf 1348 m Höhe.

## Geschichte
Der Flughafen Hargeisa wurde noch während der Kolonialzeit 1954 als britischer Militärflugplatz erbaut. Die Start- und Landebahn bestand ursprünglich aus Schotter. 1958 wurden ein Rollweg, Terminalgebäude und Parkplätze installiert.
Nach der Unabhängigkeit von Britisch-Somaliland wurde die Start- und Landebahn 1973 mit einer Länge von 2438 m neu angelegt und asphaltiert. Danach wurden lediglich kleinere notwendige Reparaturen durchgeführt. Der Flughafenbereich lag in der Nachbarschaft des nicht mehr genutzten Militärflugplatzes.
Die Start- und Landebahn befand sich in einem mittelmäßig bis schlechten Zustand. Dies traf ebenso auf den Rollweg zu, der mit einer Länge von 245 m und einer Breite von 23 m zur Start- und Landebahn abzweigte. Da das Vorfeld nur eine Fläche von 200 m × 90 m hatte, manövrierten und parkten Flugzeuge oft im angrenzenden Schotterfeld. Die Drainage der asphaltierten Bereiche war unzureichend. Befeuerungsanlagen und wirkungsvolle Schutzzäune waren nicht vorhanden; Feuerwehr- und Rettungsfahrzeuge waren schutzlos der Witterung ausgesetzt. Luftfracht wurde direkt im Vorfeld auf LKW umgeschlagen, da kein eigenes Cargo-Terminal existiert.
Durch die Lage Hargeisas im Bereich des Berbera-Korridors, einer 2005 ausgebauten leistungsfähigen Straßenverbindung, die die äthiopische Hauptstadt Addis Abeba mit der somalischen Hafenstadt Berbera verbindet, und einem gestiegenen Passagieraufkommen durch Exil-Somalier, wurde der Flughafen grundlegend modernisiert. Die britische Regierung finanzierte als Teilerweiterung den Bau neuer Abfertigungshallen, die im Mai 2008 eingeweiht wurden. Im Januar 2009 wurden in diesem Rahmen neun Feuerwehrfahrzeuge erworben. 2012 bis 2013 wurde der Flughafen geschlossen, um die Landebahn neu zu asphaltieren und auf 3700 m und das Vorfeld auf 290 m × 120 m zu erweitern und durch einen zweiten Rollweg mit der Start- und Landebahn zu verbinden. Diese Maßnahmen wurden von Somaliland, dem Kuwait Fund und der USAID finanziert.